# Liste der Countys in West Virginia
Der US-Bundesstaat West Virginia ist in 55 Countys unterteilt:
- Barbour County
- Berkeley County
- Boone County
- Braxton County
- Brooke County
- Cabell County
- Calhoun County
- Clay County
- Doddridge County
- Fayette County
- Gilmer County
- Grant County
- Greenbrier County
- Hampshire County
- Hancock County
- Hardy County
- Harrison County
- Jackson County
- Jefferson County
- Kanawha County
- Lewis County
- Lincoln County
- Logan County
- Marion County
- Marshall County
- Mason County
- McDowell County
- Mercer County
- Mineral County
- Mingo County
- Monongalia County
- Monroe County
- Morgan County
- Nicholas County
- Ohio County
- Pendleton County
- Pleasants County
- Pocahontas County
- Preston County
- Putnam County
- Raleigh County
- Randolph County
- Ritchie County
- Roane County
- Summers County
- Taylor County
- Tucker County
- Tyler County
- Upshur County
- Wayne County
- Webster County
- Wetzel County
- Wirt County
- Wood County
- Wyoming County